# Rachid Solh
Rachid Solh (en árabe: رشيد الصلح‎; Sidón, 22 de junio de 1926 – Beirut, 27 de junio de 2014) fue un político libanés y Primer Ministro, pariente de una de las familias más eminentes sunitas del Líbano] en el país que llevó a varios de sus miembros a la oficina de Primeros Ministros, y que era originalmente de Sidón pero luego se trasladó a Beirut.

## Carrera
Solh fue elegido como diputado por primera vez en 1960 y fue designado como primer ministro por aquel entonces Presidente del Líbano Suleiman Franjieh en 1974. Solh dimitió de su cargo el 15 de mayo de 1975, pocas semanas después del estallido de la guerra civil libanesa.
Volvió a este cargo temporalmente en mayo de 1992 durante el gobierno Omar Karami. El presidente Elias Hrawi se vio obligado a formar un nuevo gobierno y celebrar las primeras elecciones parlamentarias desde el final de la guerra civil. Las elecciones fueron boicoteadas "en masa" por los principales partidos políticos cristianos que citaron el fraude electoral y la corrupción, y su mandato como Primer Ministro duró solo cinco meses. En 1996, Rachid Solh renunció al gobierno y a la vida política.